# Hávamál

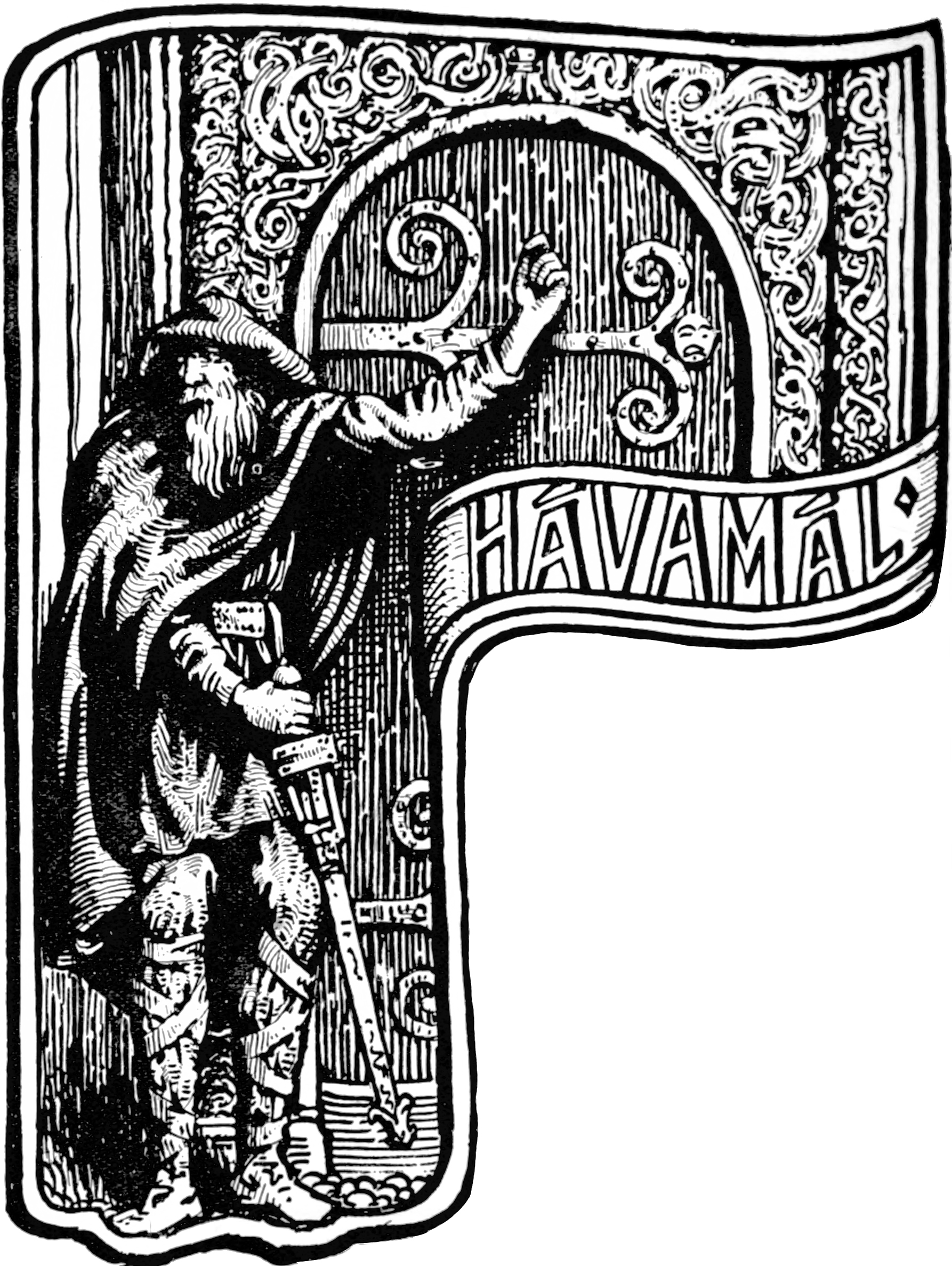
"Främlingen vid dörren" (1908) av W.G. Collingwood.

Hávamál, ’den höges (Odens) sång’, är en av dikterna i Den poetiska Eddan. Dikten består till stor del av olika sorters levnadsregler, som på sätt och vis påminner om Hesiodos verser eller gammal vishetslitteratur. Guden Oden är den som talar i dikten. Råden varierar från att vara triviala till dunkla och svårtydda.

## Hávamáls delar
Hávamál sammanfattar i sin tur flera dikter och diktfragment med tänkespråk, varav artonhundratalsforskaren Müllenhoff urskiljde sex delar.
Första delen innehåller praktiskt kloka levnadsregler, i vilka mod, försiktighet och mannavett är de egenskaper som i främsta rummet prisas. Dessutom förmedlas en rad betraktelser om hur man ska umgås med främmande människor. Slutligen följer några strofer som behandlar myten om bortrövandet av skaldemjödet. Den kanske mest kända strofen, nummer 77, lyder så här i Björn Collinders svenska översättning:
Fänaden dör,
fränder dö,
själv dör du likaledes;
ett vet jag
som aldrig dör:
domen som fälls om den döde.
Och på den ursprungliga fornnordiskan:
Deyr fé,
deyja frændr,
deyr sjalfr it sama,
ek veit einn,
at aldrei deyr:
dómr um dauðan hvern.
I den senare delen av Hávamál (som man också har kallat Loddfafnes mål), där bland annat stycket om Odens runor återfinns, uppträder Oden visserligen också som en god rådgivare, men framför allt som den som med sin magiska runkunskap kan avvärja allehanda sorger och olyckor samt förvärva sig en varaktig sällhet i livet.

## Tillkomst
Hávamál är troligen diktad i Norge omkring 900. Det enda överlevande källmaterialet är Codex Regius från cirka 1270. Det är osäkert hur mycket av dikten som ändrats i efterhand, tagits bort eller lagts till. Dock omnämns Hávamál av Eyvindr Skáldaspillir i Hákonarmál cirka 960 och där citeras de kända stroferna 76 och 77 vilket betyder att de i alla fall är delar av den ursprungliga dikten.